# Áreas protegidas de Omán

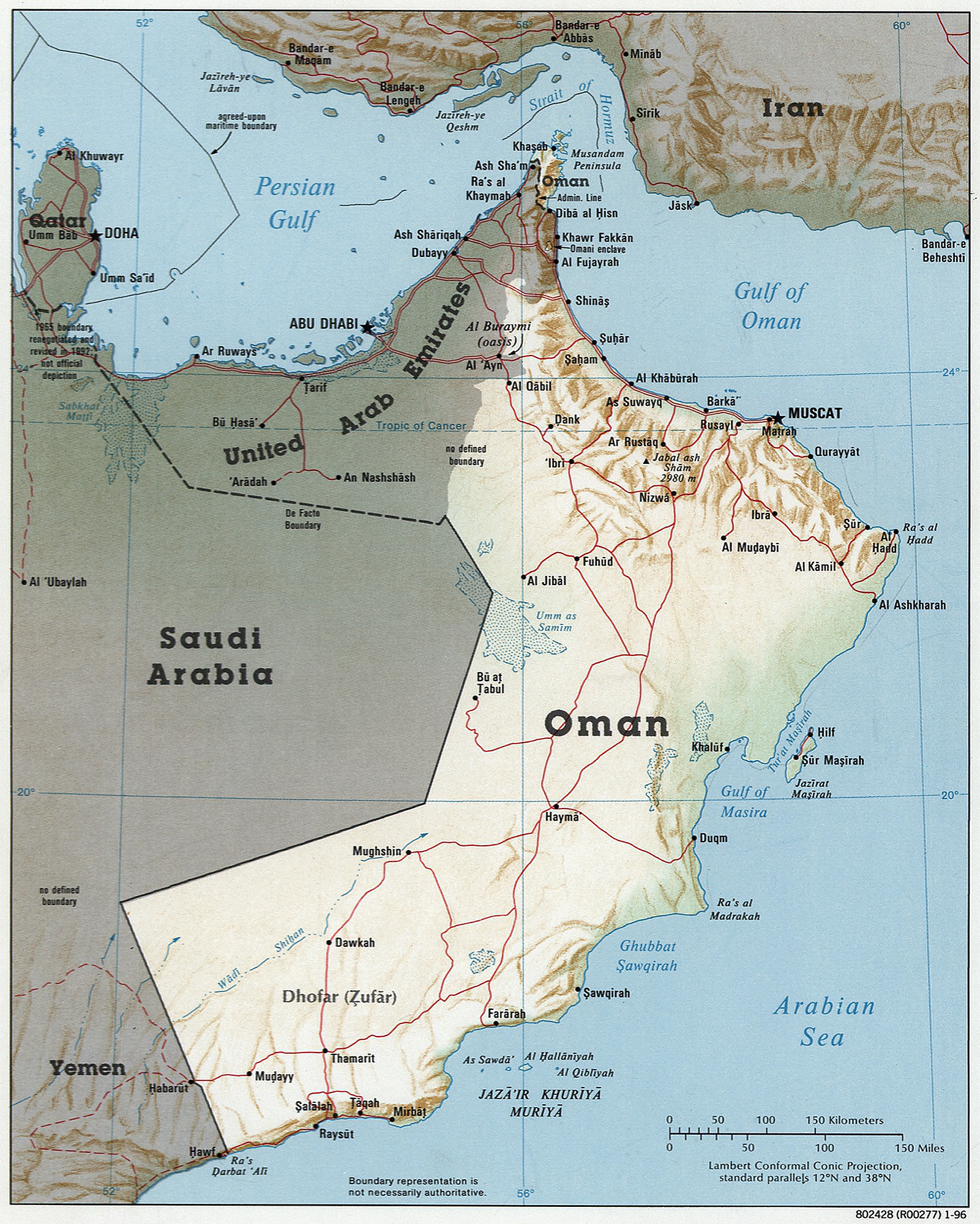
Omán

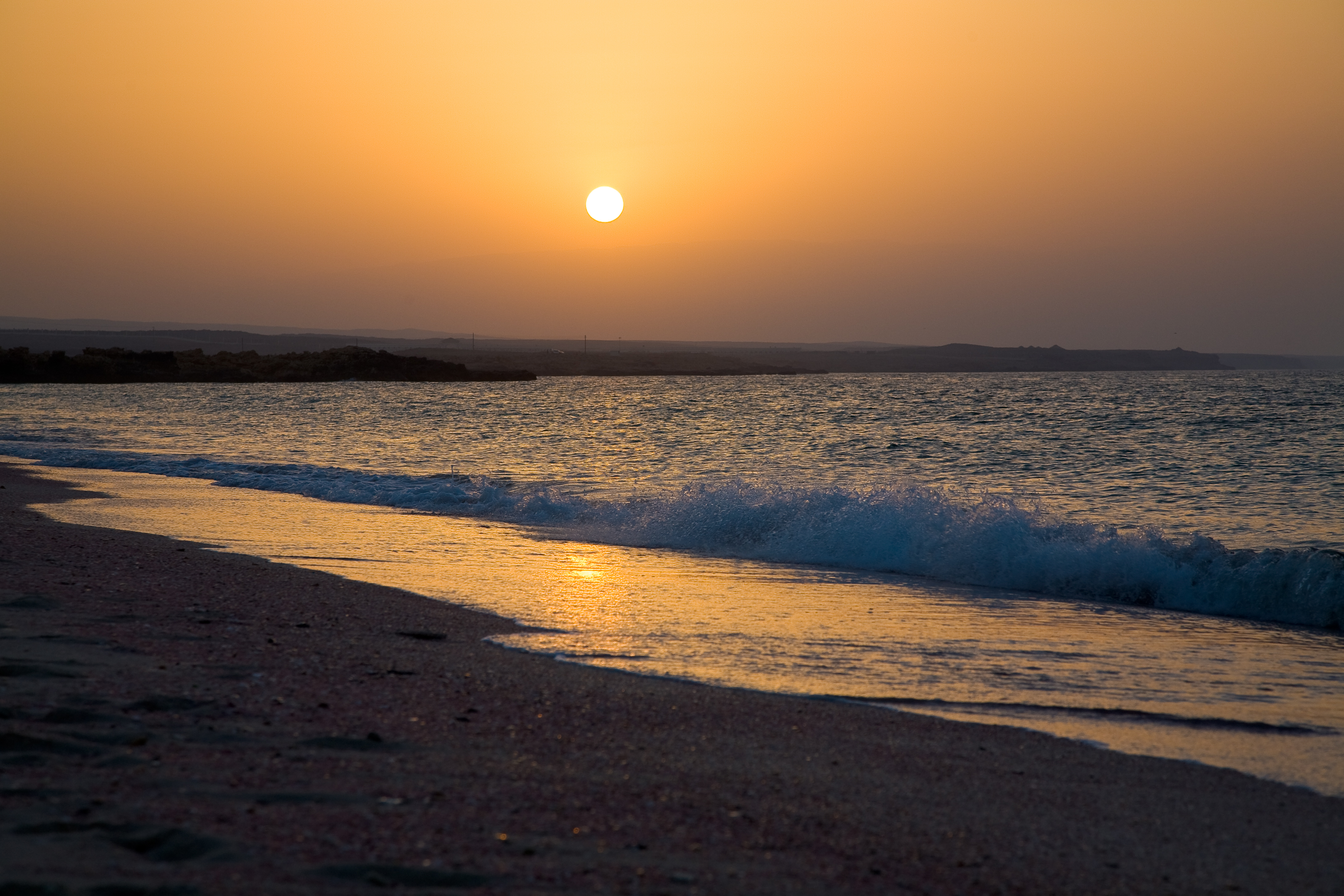
Playas de Ras al Hadd, lugar de desove de tortugas

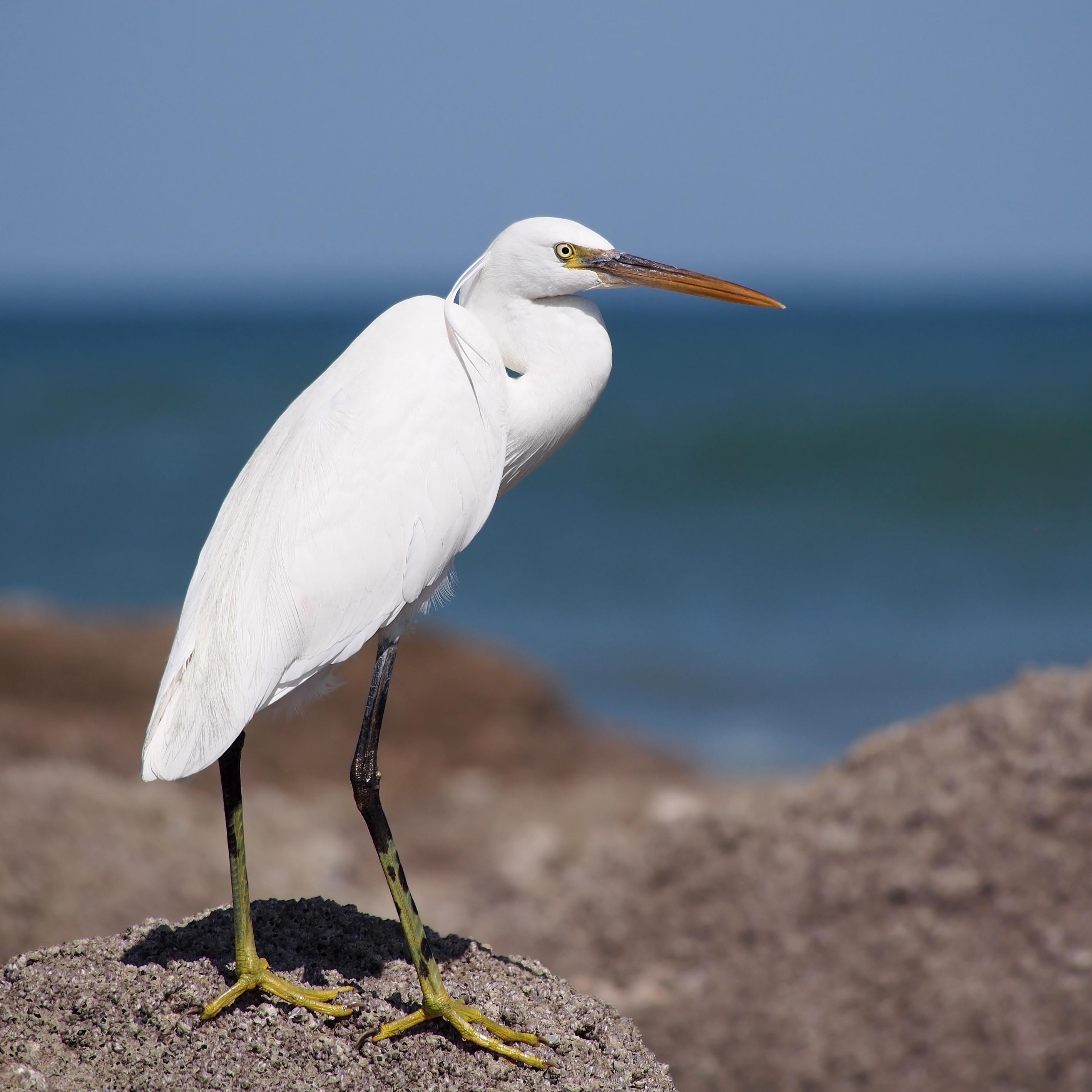
Garceta costera occidental en Omán, cerca de Muscat.

Según la IUCN, en Omán hay 16 áreas protegidas que ocupan 7.985 km², el 2,57% del territorio (310.373 km²), además de 664 km² de áreas marinas, el 0,12% de los 538.980 km² que pertenecen al país. De estas, 6 son reservas naturales, 9 son reservas y 1 es un sitio Ramsar.

## Reservas naturales
- Reserva de las Islas Al Dimaniyat, 203 km². Está formada por mar, nueve islas, rocas, arrecifes y bancos de arena sumergidos a unos 16-18 km de la costa entre Seeb y Barka. Anidan numerosas aves acuáticas y abundan el águila pescadora y el halcón pizarroso. Desovan la tortuga carey y la tortuga verde. la zpna es rica en arrecifes de coral, muchos de los cuales fueron destruidos por el ciclón Gonu en 2007 y el ciclón Phet en 2009.[3]

- Reserva natural Saleel, 220 km², también llamada Parque nacional Al Saleel, en el extremo oriental de las montañas Al Hayar, en el vilayato de Al Kamil Wal Wafi, es una zona cubierta de acacias y con especies propias de la zona como la gacela árabiga y el gato montés arábico.[4]

- Reserva natural de Al Wusta, 2.824 km². En el centro del país, en una zona desértica cerca del mar Arábigo. Antiguo santuario de los oryx, reintroducidos en la reserva. Destacan las formaciones rocosas producidas por el viento en el escarpe de Huqf. En la zona también hay gacelas, liebres y cabras salvajes.[5]

- Reserva natural de Al Jabal Al AKhdar, 122 km². Considerada reserva santuario de escenarios naturales, alcanza alturas de 2.980 m y es famosa por el amplio altiplano a 2.300 m, cerca de la cima. El clima es mediterráneo, con heladas en invierno y la posibilidad de alguna nevada, mientras en verano se mantiene en máximas de 22.oC. este clima permite el cultivo de albaricoques, higos, manzanas, peras, uvas, almendras, nueces y azafrán.[6] Desde 2019 hay que pagar por entrar en el santuario.[7] El escenario se contempla mientras se asciende a la cima de Al Ajdar, con profundas gargantas formadas por distintos tipos de rocas. Se dice que aquí se cultivan las mejores granadas del mundo, y abundan las rosas. Hay rebaños de cabras, ovejas y burros salvajes.[8]

- Reserva natural de Ras Al Hadd (1,2 km²), absorbida por la Reserva de tortugas de Ras Al Jinz (2.120 km²), el punto más oriental de Omán, en el extremo este de las montañas Al Hayar, junto con la Reserva de Tortugas de Omán, unos 120 km² de playas y ensenadas, lechos marinos y un par de khawrs o lagunas, donde crían unas 13.000 tortugas verdes. Las lagunas y los acantilados son importantes para las aves, así como los manglares en el khawr Al Jamarah.

- Reserva natural de Jabal Samhan, 4.500 km². En las montañas de Dhofar, al sur del país. Se considera uno de los últimos refugios del leopardo de Arabia, más pequeño que el africano y que vive en la desoladas cimas que alcanzan los dos mil metros. También se encuentran el íbice de Nubia, la liebre de El Cabo, el damán de El Cabo, la hiena rayada y el lobo árabe. El clima es más húmedo que en el resto de Omán y hay agua en las gargantas.[9][10]

- Santuario del Oryx árabe. Fue un área protegida de 22.824 km², con una gran diversidad de paisajes, con llanuras, dunas y colinas. En 1994 fue considerada patrimonio de la Humanidad, pero en 2007 se redujo en un 90 % y debido a la caza furtiva la población de oryx casi desaparece. Ese año fue borrada de la lista de patrimonio y se convirtió en la reserva natural de Al Wusta, donde se crían oryx para repoblar la zona.

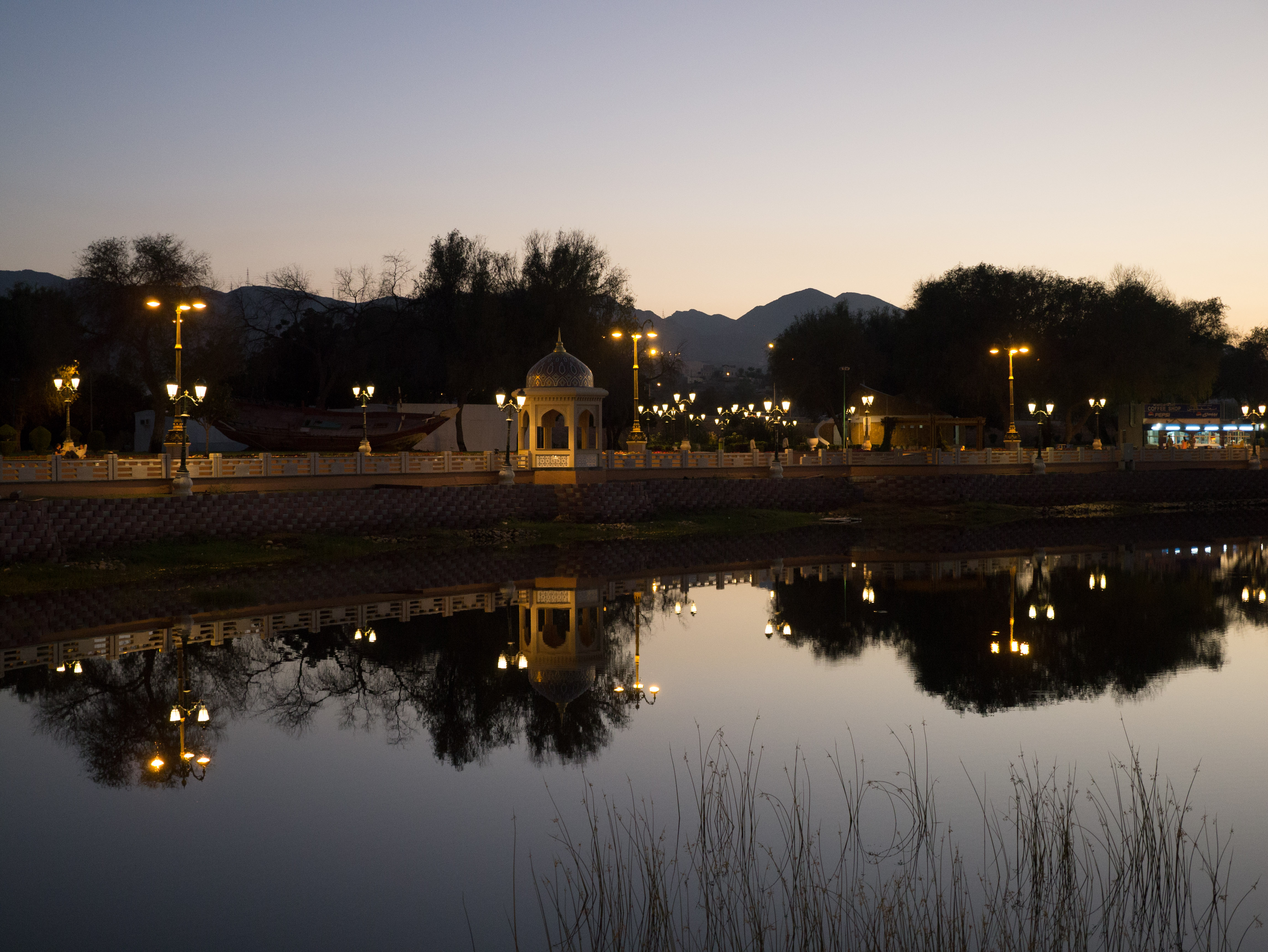
Parque de Qurm, en Muscat

## Reservas en lagunas o khawrs
Los akhwar o lagunas costeras representan un ecosistema lleno de vida. En Omán aparecen a lo largo de toda la costa, desde Musandam (Khawr Sham), a lo largo de la costa de Al Batinah, la gobernación de Ash Sharqijah y, sobre todo en el sur, en Dhofar. Muchas están formadas en los estuarios de los valles, donde se mezclan el agua marina con el agua dulce de los arroyos.
- Reserva del khawr Dahareez, 0,6 km². En Salalah, Dhofar. Refugio de aves migratorias, amenazado por especies invasoras como el mezquite, un árbol espinoso originario de América.
- Reserva del khawr Baleed, 1 km². En Salalah, Dhofar. Incluye un parque arqueológico con las ruinas de Al Baleed, una ciudad medieval.
- Reserva del khawr Taqah, 1-2 km². En Taqah, Dhofar, estuario que desemboca en el mar. hay plantas adaptadas a la salinidad y una abundante vida marina.[12][13]
- Reserva del khawr Sawli, 1 km². A 30 km al este de Salalah. Fue establecido en 1992 para preservar la laguna debido al exceso de pastoreo por camellos, que habían desertizado los alrededores.
- Reserva del khawr Rawri, 8,2 km². Es el más grande de la costa de Salalah, con 2,5 km de longitud y 400 m de anchura. Posee restos arqueológicos en Samharam.
- Reserva del khawr Awqad, 0,016 km². En Salalah, muy cerca de la ciudad y amenazado por los vertidos y las necesidades de agua.
- Reserva del khawr Quron Segeir o Kebeir, 0,014 km². A diez km al oeste de Salalah, el kawhr Qurom tiene 300 m de largo por 50 m de ancho.
- Reserva del Khawr Al Mughsayl, 0,5 km². En el extremo orienta de Jabal Al Qamar (la montaña de la Luna), en Dhofar. Tiene 3 km de largo por 150 m de ancho. Aves migratorias.[14]

## Sitios Ramsar
- Sitio Ramsar de Qurm, 1,72 km², 23°37′N 58°28′E. En el barrio de Qurm, en el centro de Mascate. Eh esa pequeña zona rodeada por la ciudad hay manglares, 194 especies de aves, 40 de peces, 27 de crustáceos y 48 de moluscos. También hay restos arqueológicos de pescadores de hace al menos 4000 años.[15]